# Reprezentacja Chorwacji na Mistrzostwach Świata w Wioślarstwie 2009
Reprezentacja Chorwacji na Mistrzostwach Świata w Wioślarstwie 2009 liczyła 12 sportowców. Najlepszym wynikiem było 4. miejsce w czwórce podwójnej mężczyzn.

## Medale

### Złote medale
Brak

### Srebrne medale
Brak

### Brązowe medale
Brak

## Wyniki

### Konkurencje mężczyzn
- jedynka (M1x): Mario Vekić – 15. miejsce
- czwórka bez sternika (M4-): Ante Janjić, Mario Vekić, Josip Stojčević, Marin Bogdan – 12. miejsce
- czwórka podwójna (M4x): David Šain, Martin Sinković, Damir Martin, Valent Sinković – 4. miejsce

### Konkurencje kobiet
- jedynka wagi lekkiej (LW1x): Mirna Rajle-Brođanac – 12. miejsce
- dwójka bez sternika (W2-): Maja Anić, Sonja Kešerac – 10. miejsce